# باشگاه فوتبال الاهلی عربستان سعودی
باشگاه فوتبال الاهلی عربستان سعودی (به عربی: نادي الأهلي السعودي) یک باشگاه فوتبال حرفه ای در جده، عربستان سعودی است. این باشگاه در سال ۱۹۳۷ تأسیس شد. این باشگاه بین سالهای ۱۹۸۶ و ۲۰۱۲ در لیگ قهرمانان آسیا به عنوان نایب قهرمانی و در سال ۲۰۲۵ به قهرمانی لیگ نخبگان آسیا دست یافت. ۳ بار قهرمان لیگ حرفه‌ای فوتبال عربستان و همچنین ۱۳ بار قهرمان جام پادشاهی عربستان شد و لقب باشگاه سلطنتی را دارد.

## بازیکنان

### بازیکنان فعلی
تا تاریخ ۵ ژوئن ۲۰۲۵
| شماره |               | پست       | بازیکن            |
| ----- | ------------- | --------- | ----------------- |
| ۱     | عربستان سعودی | دروازه‌بان | عبدالرحمن الصانبی |
| ۳     | برزیل         | مدافع     | راجر ایبانز       |
| ۵     | عربستان سعودی | مدافع     | محمد باکور        |
| ۶     | عربستان سعودی | مدافع     | بسام الحریجی      |
| ۷     | الجزایر       | هافبک     | ریاض محرز         |
| ۸     | عربستان سعودی | هافبک     | سمیحان النابت     |
| ۹     | عربستان سعودی | مهاجم     | فراس البریکان     |
|       |               |           |                   |
| ۱۱    | برزیل         | هافبک     | الکساندر          |
| ۱۳    | برزیل         | مهاجم     | گالنو             |
| ۱۴    | عربستان سعودی | هافبک     | عید المولد        |
| ۱۵    | عربستان سعودی | مدافع     | عبدالله العمار    |
| ۱۶    | سنگال         | دروازه‌بان | ادوارد مندی       |
| ۱۹    | عربستان سعودی | هافبک     | فهد الرشیدی       |
| ۲۴    | اسپانیا       | هافبک     | گبری ویگا         |

| شماره |               | پست       | بازیکن                   |
| ----- | ------------- | --------- | ------------------------ |
| ۲۷    | عربستان سعودی | مدافع     | علی مجرشی                |
| ۲۸    | ترکیه         | مدافع     | مریخ دمیرال              |
| ۲۹    | عربستان سعودی | هافبک     | محمد المجحد              |
| ۳۰    | عربستان سعودی | هافبک     | زیاد الجهنی              |
| ۳۱    | عربستان سعودی | مدافع     | سعد بالعبید              |
| ۳۲    | بلژیک         | مدافع     | متئو دمز                 |
| ۴۵    | عربستان سعودی | مهاجم     | عبدالکریم دارسی          |
| ۴۶    | عربستان سعودی | مدافع     | ریان حامد                |
| ۵۵    | عربستان سعودی | دروازه‌بان | بدر کابلی U19            |
| ۶۲    | عربستان سعودی | دروازه‌بان | عبدالله عبده             |
| ۷۷    | مقدونیه شمالی | مدافع     | ازگیان الیوسکی           |
| ۷۹    | ساحل عاج      | هافبک     | فرانک کسیه (کاپیتان دوم) |
| ۸۷    | عربستان سعودی | هافبک     | رمزی العطار U19          |
| ۹۰    | عربستان سعودی | هافبک     | عمار الیهیبی U19         |
| ۹۹    | انگلستان      | مهاجم     | ایوان تونی               |

## افتخارات

### لیگ حرفه‌ای فوتبال عربستان

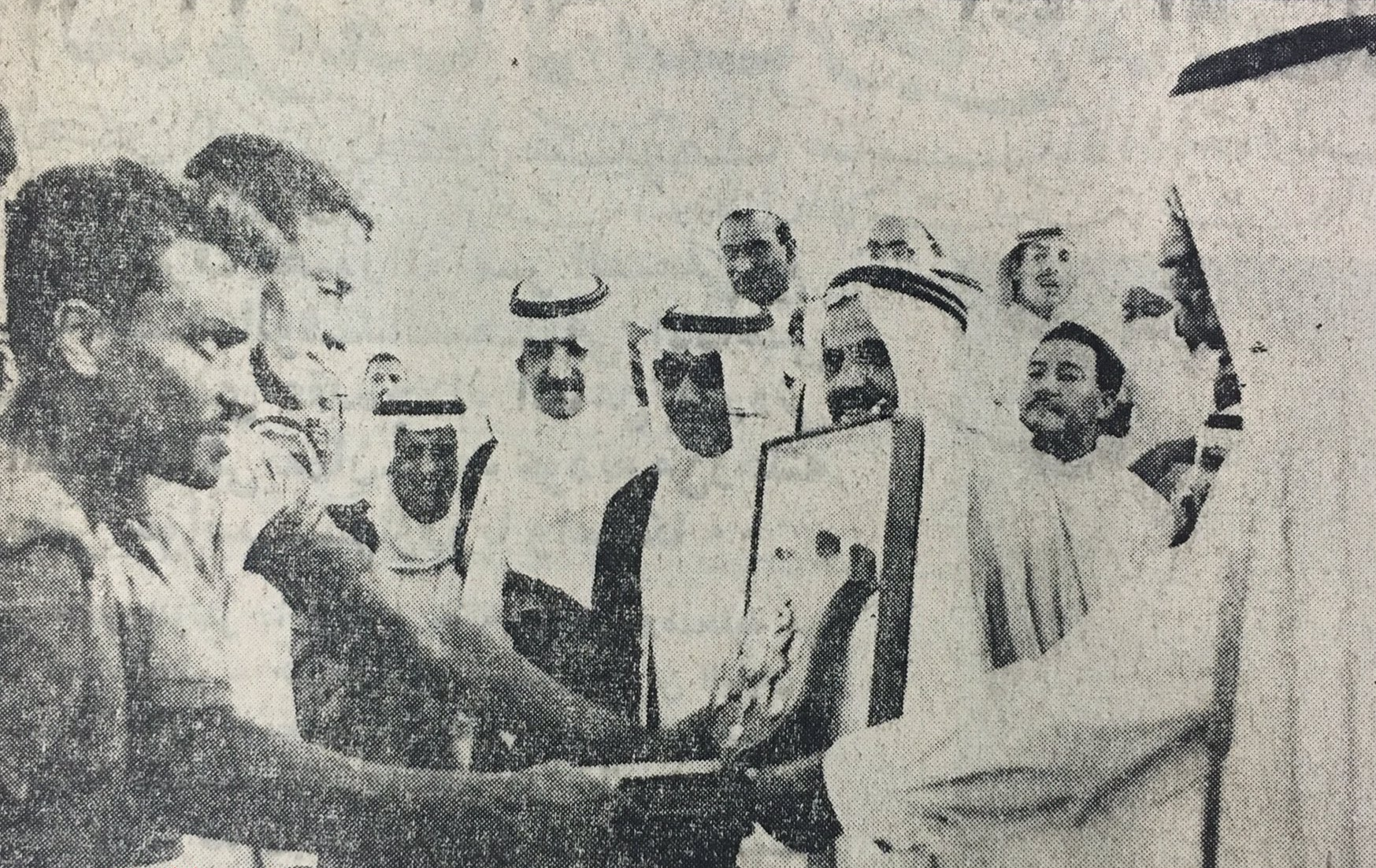
اولین سپر لیگ عربستان ۶۹–۱۹۶۸

قهرمان (۳): ۷۸–۱۹۷۷، ۸۴–۱۹۸۳، ۱۶–۲۰۱۵

### لیگ قهرمانان آسیا
قهرمان (۱): ۲۵−۲۰۲۴
نایب قهرمان (۲): ۸۶–۱۹۸۵، ۲۰۱۲

### جام پادشاهی عربستان
قهرمان (۱۳): ۱۹۶۲, ۱۹۶۵, ۱۹۶۹, ۱۹۷۰, ۱۹۷۱, ۱۹۷۳, ۱۹۷۷, ۱۹۷۸, ۱۹۷۹, ۱۹۸۳, ۲۰۱۱, ۲۰۱۲, ۲۰۱۶

### سوپر جام عربستان
قهرمان (۱): ۲۰۱۶

### لیگ قهرمانان عرب
قهرمان (۱): ۰۳–۲۰۰۲

### لیگ قهرمانان باشگاه‌های خلیج
قهرمان (۳): ۱۹۸۵، ۲۰۰۲، ۲۰۰۸

### جام ولیعهد عربستان
قهرمان (۶): ۱۹۵۷, ۱۹۷۰, ۱۹۹۸, ۲۰۰۲, ۲۰۰۷, ۱۵–۲۰۱۴

### لیگ دسته اول عربستان
قهرمان (۱): ۲۳–۲۰۲۲